# Холмщина
51°08′11″ пн. ш. 23°28′30″ сх. д. / 51.136457° пн. ш. 23.475093° сх. д.

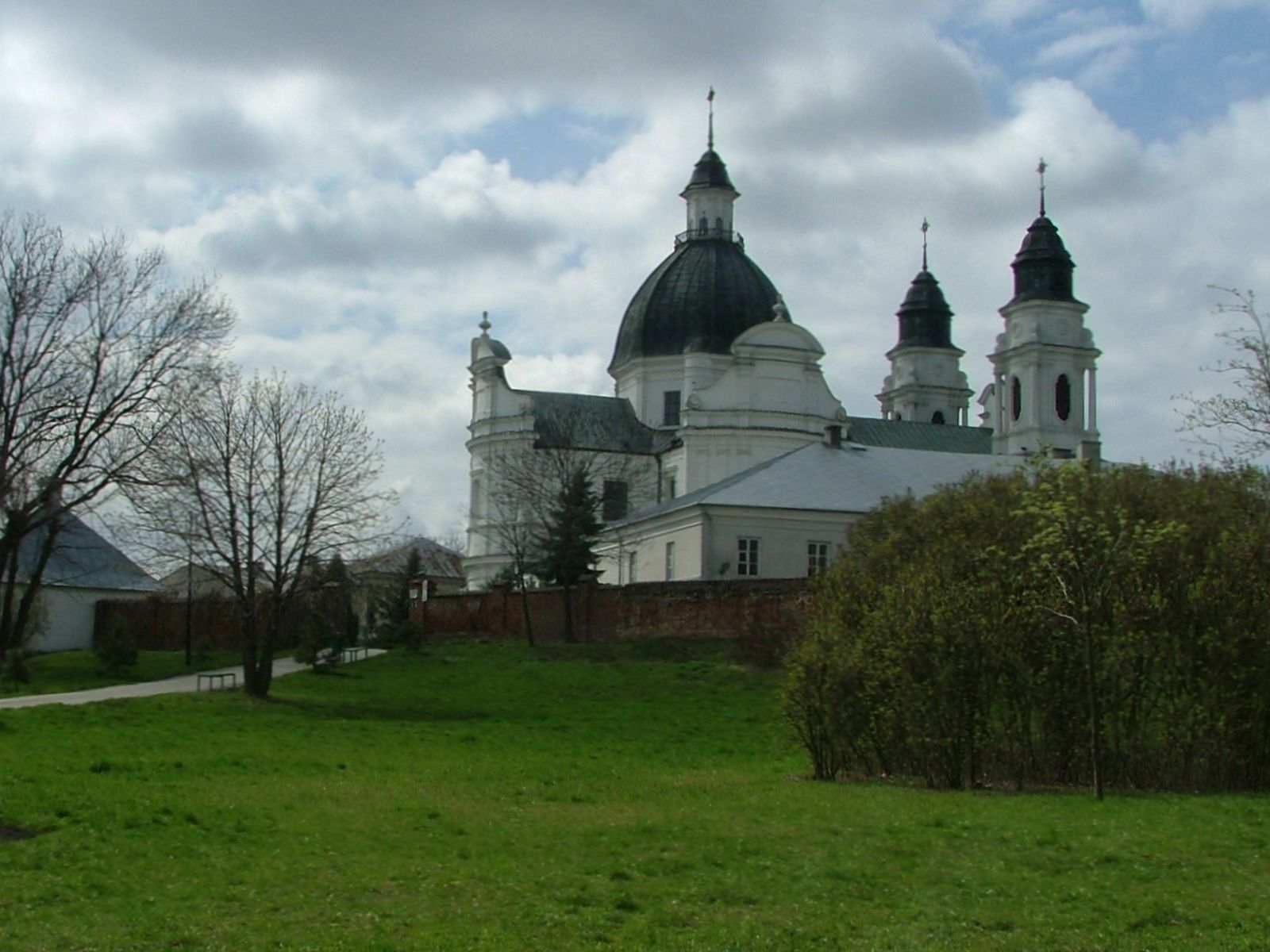
Собор Різдва Пресвятої Богородиці у Холмі — місце поховання Данила Галицького

Хо́лмщина (Холмська Русь, Забужжя, Забузька Русь, Холмська земля) — історико-географічна область Русі, розташована на захід від середини річки Західний Буг. На заході межує з польською Люблінщиною, на сході з Волинню, на півночі з Підляшшям, на півдні з Галичиною. За межу між Холмщиною і Підляшшям можна вважати колишню межу між Седлецькою і Люблінською губерніями.
Територія Холмщини в межах Холмської губернії охоплювала 6 572 км² (повіти Холмський, Грубешівський, Томашівський, Костянтинівський). В межах старої Речі Посполитої територія становила 9 939 км ².
Чисельність мешканців (на 1931) — 720 000. Історичний центр — місто Холм. У минулому Холмщина (разом з Підляшшям) була частиною Волині.

## Загальні відомості
Часто назву «Холмщина» поширювали і на південне Підляшшя, бо воно входило до складу Холмської єпархії, а з 1912 — до Холмської губернії. Взагалі з 1795 Холмщина та південне Підляшшя мали майже спільну історію. Периферійне положення Холмщини (як і Підляшшя, але в меншій мірі) було причиною слабкого її зв'язку з рештою українських земель і відносно слабкої національної свідомості українського населення. Холмщина лежала далеко від центрів українського життя, а її головне місто Холм не мало великого значення. Виняток становила лише доба Галицько-Волинської держави, коли Холмщина завдяки своєму віддаленому відносно татар розташуванню стала плацдармом держави Данила Романовича, а заснований ним Холм — його столицею.
Близькість Холмщини до Польщі полегшила її полонізацію. Водночас Холмщина і Підляшшя мали низку лише їм властивих особливостей (зокрема в церковній ділянці).
Зараз Холмщина та Підляшшя входять до складу Польщі (Люблінське та незначна частина Мазовецького воєводства).

## Природа та клімат
Переважну частину Холмщини становить Холмська височина, яка є частиною Волинсько-Холмської височини (у польській термінології — східна частина Люблінської). Це легкохвиляста рівнина, здебільшого на висоті 200—250 (подекуди до 300) м., з крейдовим підложжям, вкритим третинними шарами і лесом, з урожайними ґрунтами (на Грубешівщині чорнозем). На північному сході Холмська височина знижується виразним ступенем до 20 — 40 м висоти у напрямі до Підляської низовини, на якій лежить менша (північна і північно-східна) частина Холмщини; її краєвид післяльодовиковий, ґрунти переважно попільнякові, середньої врожайності. Третю географічно-природну частину Холмщини становить південно-західна частина (Білгорайщина), що є частиною Надсянської низовини; це переважно піщана плоскорівня на висоті 200—250 м з маловрожайними ґрунтами.
Річки Холмщини належать до сточища Вісли: Буг з притоками — Угеркою і Гучвою, Вепр з Бистрицею; на південному заході притока Сяну — Танва.
За приблизною класифікацією ґрунтів Холмщини припадає (в %): на піскові — 20, лесові — 20, чорнозем — 10, суглинки — 12, боровики — 15, торфові і багнисті — 16.
Майже вся Холмщина належить до смуги середньоєвропейских лісів. На Холмщині, як і на Підляшші, пролягають східні межі буку, ялиці, модрини та граба; північно-західна межа — смереки. Великі лісові масиви існували колись на Білгорайщині (Сольська пуща).
Клімат Холмщини перехідний між континентальним й океанічним. Зима м'яка (середньомісячна температура січня в Холмі −4,4 °C), літо помірне (середньомісячна температура липня +18,5 °C); середньорічна температура +7,4 °C; кількість погідних днів у сусідньому Любліні 137 на рік, сума атмосферичних опадів 546 мм на рік; дощів найбільше в червні, липні і серпні (разом 250 мм).

## Адміністративно-державні утворення на теренах Холмщини (разом з Підляшшям)

Прапор Холмської землі часів Грюнвальдської битви.

### В добуКиївської Русі
- Червенські городи (міста Червен, Волинь та ін.)
- Дорогичинське князівство
- Червенське князівство
- Холмське князівство
- Галицько-Волинська держава (від часів короля Данила Холм є столицею держави)

### У складіВеликого князівства ЛитовськоготаРечі Посполитої
- Підляське воєводство
- Руське воєводство (Холмська земля складалася з Красноставського повіту і Холмського повіту разом із включеними до нього Любомльським і Ратенським повітами та волостями Грубешівською і Криловською)
- Холмське воєводство[pl]

### У складіГабсбурзької монархії
- Нова (Західна) Галичина
- Королівство Галичини та Володимирії

### У складі Російської імперії
- Підляська губернія
- Холмська губернія

### В складі незалежної України (1918)
- За часів УНР: Підляшшя
- За часів Української Держави: Волинська губернія (до 15 листопада 1918 року), Холмська губернія (з 15 листопада 1918 року)

### В рокиДругої світової війни
- У складі УПА: надрайони Грубешів, Підляшшя Холмської округи Закерзонського краю Західних українських земель (ЗУЗ)[1]

### У складіПольщі
- Холмське воєводство
- Підляське воєводство

## Історія

### Історія Холмщини до початку 19 століття

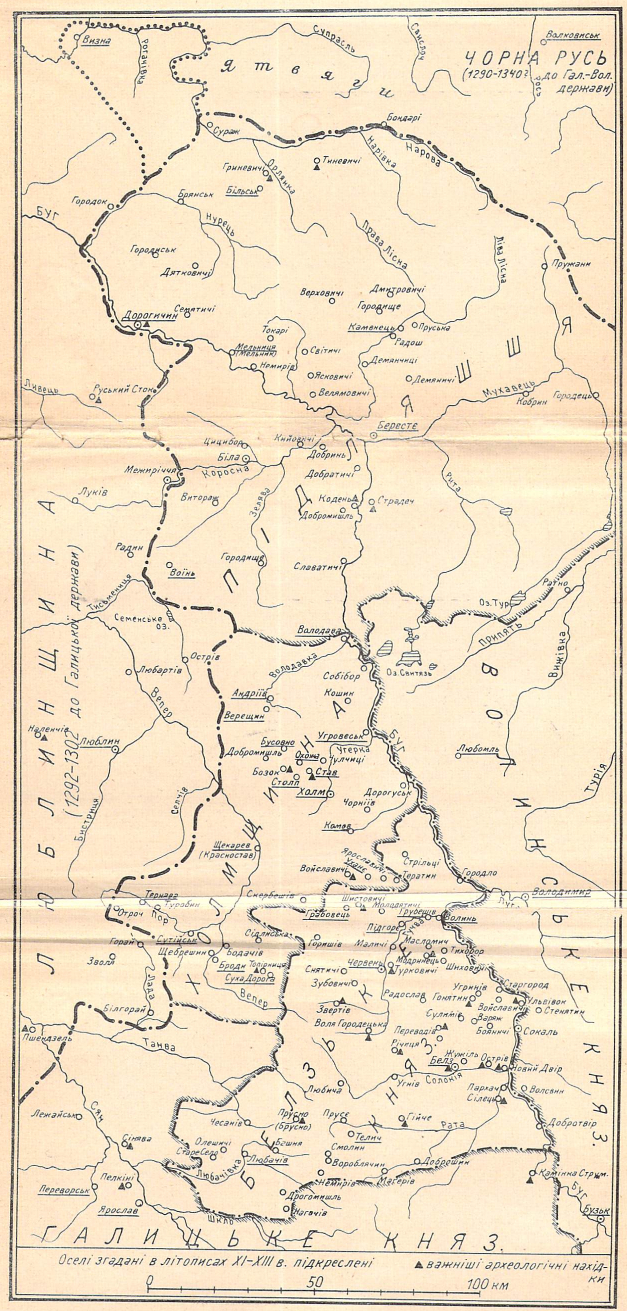
Холмщина у складі Галицько-Волинського князівства за Мироном Кордубою

Територія Холмщини була заселена з новішого палеоліту. За ранньої доби її заселювало східно-слов'янське плем'я дулібів. З другої половини 10 ст. Холмщина входила до складу Київської держави, з 13 ст. по 1340 — до складу Галицько-Волинської. У 1235 році Данило Романович заснував укріплене місто Холм, до якого переніс свою столицю.
Тоді Холмщина відігравала велику роль, головним чином завдяки тому, що була віддалена від терену татарських наскоків (хоча вони кілька разів захоплювали і Холм) і лежала на важливому торговому шляху між Києвом і Балтицьким морем (Володимир — Торунь).
У 14 столітті Холмщина була територією змагань галицько-волинських князівств з Польщею і Литвою. З 1340 до 1377 року Холмщина належала Литві, у 1377—1387 роках — Угорщині, а згодом, без перерви аж до 1795 року, Польщі. З 15 ст. майже вся Холмщина являла собою Холмську землю (з каштеляном на чолі), яка входила до складу Руського воєводства і складалася з повітів — Холмського і Красноставського. 1648 військо Богдана Хмельницького зайняло на короткий час Холмщину й Підляшшя; сам він здобув Холм й укріплене Замостя. Наприкінці 17 — на початку 18 ст. Холмщина була територією польсько-шведських змагань.
Як на Підляшші, так і на Холмщині всі вищі прошарки населення зазнали полонізації; натомість тут був менший, порівняно з Підляшшям, приплив польських осадників.
По третьому поділі Польщі 1795 Холмщина й Підляшшя опинилися під владою Австрії, у 1809—1814 роках входили до складу Варшавського князівства, у 1815—1830 рр. — до Польського королівства, яке було пов'язане персональною унією з Російською Імперією. Доля Холмщини й Підляшшя відтоді відмінна від долі решти українських земель, які входили до складу Російської Імперії і Галичини.
У житті населення Холмщини чималу роль відіграла Церква. Холмщина входила до складу Холмської єпархії, яку створив у першій половині 13 століття. Данило Романович, спершу з осідком в Угруську, а з 1240 — в Холмі. Культурно-освітницьку працю вело Холмське братство і церковні школи. Найвизначніші єпископи: Методій Терлецький (1628—1649), Яків Суша (1652—1687), Пилип Володкович (1731—1756), Максиміліян Рилло (1756—1784).

### 1815—1914

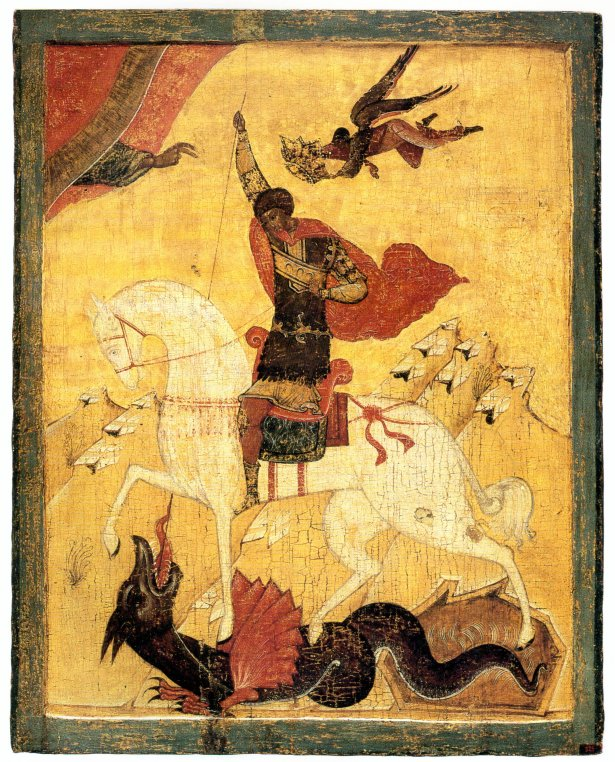
Святий Юрій Змієборець. Ікона Холмської школи. XVI століття

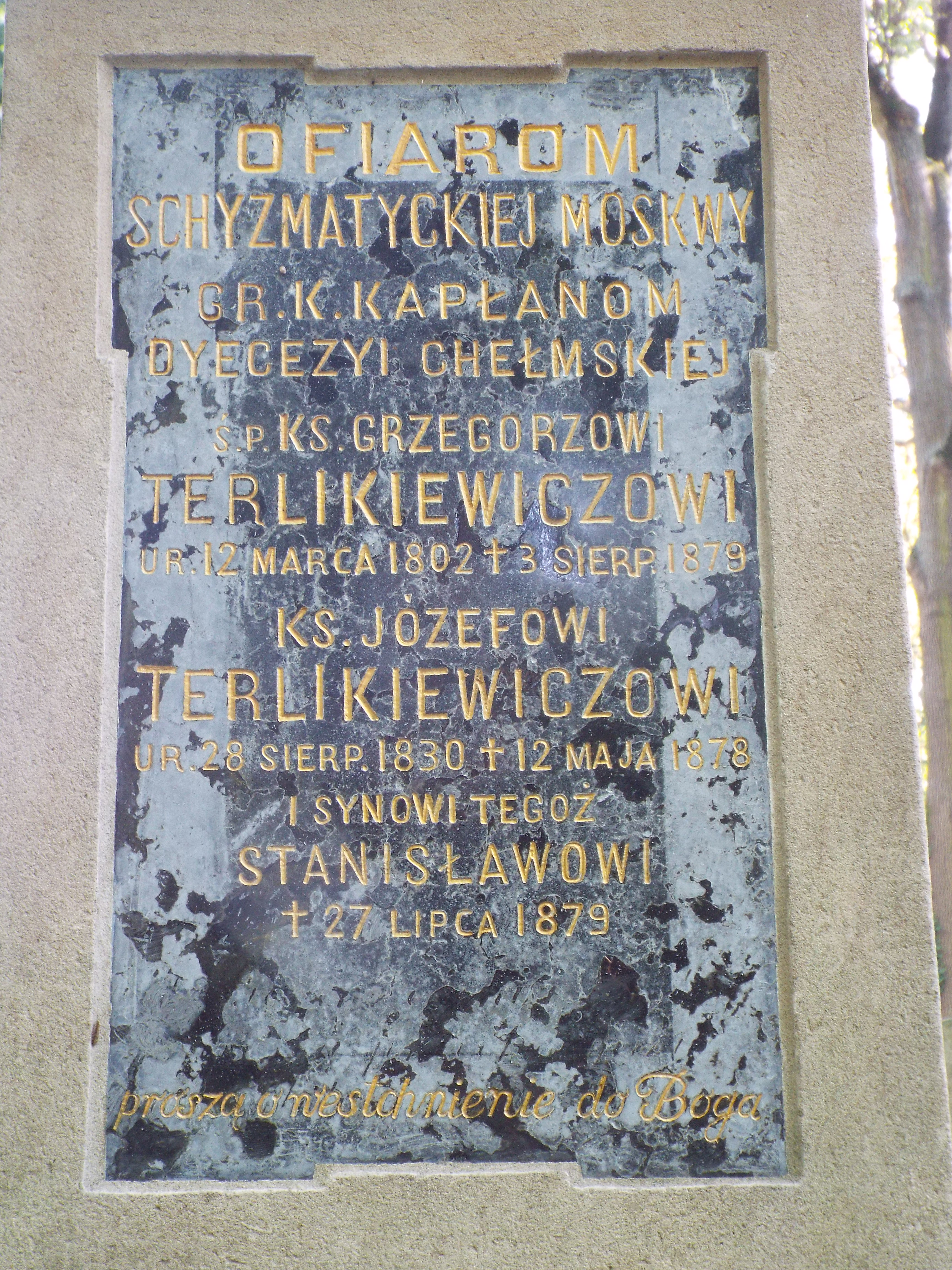
Поховання Григорія (12.03.1802-03.08.1879) та Йосипа (28.08.1830-12.05.1878) Терлікевичів – греко-католицьких капеланів Холмської дієцезії, підписане як "Жертви схизматицької Москви" - пам'ятка ліквідації греко-катлицької церкви на Холмщині та Підляшші. Краків, Раковицький цвинтар. Фото 2021 р.

З 1815 Холмщина й Підляшшя входили до складу Королівства Польського, і на території Холмщини й Підляшшя діяла польська адміністрація і польська мова була урядовою. Збільшилися і польські римо-католицькі впливи на греко-католицьку церкву, яка з 1807 входила до складу Галицької митрополії. Тоді Греко-католицька церква була єдиним заборолом перед польською експансією. Шляхта і магнати українського походження були вже давно спольщені і залишилися лише селяни, які були тісно пов'язані а греко-католицькою церквою та її духовенством. Але й уніятська церква зазнала сильної латинізації в устрої (наприклад, організація капітул), обрядах (введення органів, монстрацій тощо) і навіть у запровадженні польської мови (в проповідях). Все це наближало уніятську церкву до латинської, а рівночасно збільшувало відмінність від православної і навіть греко-католицької в Галичині. Частина духовенства користувалася поль. мовою і почувала себе поляками, дехто з них не знав церковно-слов'янської мови, а їхні діти переважно полонізувалися. На відміну від галицького духовенства, священики на Холмщині й Підляшші мали лише деколи високу освіту, чимало з них здобувало її в Холмській духовній семінарії, дехто в Галичині, а дехто в польських духовних семінаріях.
Поразка польського повстання 1830 не зменшила польських впливів на Холмщину й Підляшшя, бо законодавство, мова й адміністрація лишилися далі польськими. З 1830 Холмська єпархія підлягала безпосередньо Римові. Після ліквідації унії 1839 на Центральних і Східних землях її ще толеровано на Холмщині й Підляшші, але над нею вже мав нагляд царський уряд через своїх намісників у Варшаві, він мав вплив і на номінацію холмських єп. Але, попри російську загрозу, уніятська Церква на Холмщині й Підляшші не звільнилася й від латинських впливів, хоч деякий вплив мала й Галичина: звідти походило чимало священиків і гал. митр. міг впливати на обсаду владичих престолів. Становище унії на Холмщині й Підляшші погіршало у висліді польського повстання 1863, яке частково захопило і Холмщину та Підляшшя. У ньому брали участь сини уніятських священиків, а дехто з священиків допомагав повстанцям. Після поразки повстання в Польщі, а разом з тим і на Холмщині й Підляшші, дійшло до загострення режиму і репресій російської влади, запровадження російської мови в урядуванні й освіті. Тоді ж почали напливати на Холмщину й Підляшшя росіяни. Російські репресії стосувалися й до греко-католиків.
Щоб остаточно усунути польські впливи в уніятській церкві, російська влада вирішила її ліквідувати. Це сталося ніби добровільно. Останній уніятський єпископ М. Куземський був змушений виїхати до Галичини, а його наступником призначено М. Попеля (також родом з Галичини), якого, однак, не визнав Рим. Попель від імені духовенства і Холмської капітули 18 лютого 1875 вніс прохання прийняти до православної церкви 120 уніятських парафій, і 6 квітня 1875 цар Олександер II проголосив їх інкорпорацію до Варшавської православної єпархії, яку тоді перейменовано на Холмсько-Варшавську; у Холмі діяв як вікарій холмсько-підляський єп. (див. докладніше Холмська єпархія).

Фрагмент з етнографічної мапи Олександра Ріттіха, на якому зображений етнічний склад Холмщини, 1875 рік

Інакше, ніж 1839 на Центральних і Східних Землях, на Холмщині й Підляшші тільки частина греко-католиків погодилася перейти на православ'я: майже половина (зокрема на Підляшші) залишилася вірною унії. Влада почала застосовувати до них гострі репресії: пацифікацію при допомозі війська і поліції, масові арешти, заслання, навіть знищення. З 214 уніятських священиків на православ'я перейшло тільки 59. Частину решти вивезено, дехто емігрував до Галичини, рівночасно з Галичини добровільно прибуло деяке число греко-католицьких священиків, які осіли на залишених парафіях, тепер уже православних. Переслідування греко-католиків викликало жваву реакцію в усьому польському суспільстві, в пресі й літературі; їх називали поляками-греко-католиками.
Релігійні, а то й національні відносини на Холмщині й Підляшші змінилися з революцією в Росії 1905, після царського указу (17 квітня 1905), який дозволив зміну віри. Тоді розпочалося масове повернення з православ'я, але не на унію, бо царський уряд не дозволив далі на її поширення, а на католицтво. Перед виданням указу на Холмщині й Підляшші жило 450 000 православних, на початку 1908 було їх ледве 280 000, себто 170 000 (за іншими джерелами близько 200 000, близько 38 %), перейшло з православ'я на римо-католицтво.
Населення, яке перейшло на римо-католицький обряд, залишилося ще зі своєю мовою, але молодші поволі почали переходити на польську. У висліді цих процесів на Холмщині й Підляшші утворилося 3 групи: українці за мовою і національністю православного віровизнання, поляки за мовою і національністю римо-католицького віровизнання (частково польського, частково українського походження) та навернені з православ'я на римо-католицтво — українці за мовою, але без виразного національного почуття, яких українське населення називало згірдливо калакутами або перекецами.
Щоб зміцнити православ'я на Холмщині й Підляшші, Святіший Синод у Петербурзі відокремив 1905 з Холмсько-Варшавської єпархії Холмську єпархію, її очолював Євлогій Ґеорґієвський. Православна церква на Холмщині й Підляшші мала деякі особливості. Щоб протидіяти католицизмові й полонізації, дозволено на деякі форми, до яких звикли холмщани в богослуженнях (наприклад, уніятський наспів), мові (толеровано українську мову як мову проповідей) тощо. Жваву культурну діяльність розвинуло Холмське Православне Братство (1885—1917). Воно видавало книги, двотижневик «Холмская Жизнь», тижневик «Братська Бесіда» — російською і українською мовами (ред. М. Кобрин), масовий «Холмский Народный Календарь», який містив також статті українською мовою.
Шкільництво на Холмщині в 20 ст. стояло краще, ніж на Центральних і Східних Землях, мало відносно густу мережу народних шкіл. Чимале значення мали учительські семінарії в Холмі й Білій та духовна семінарія в Холмі.

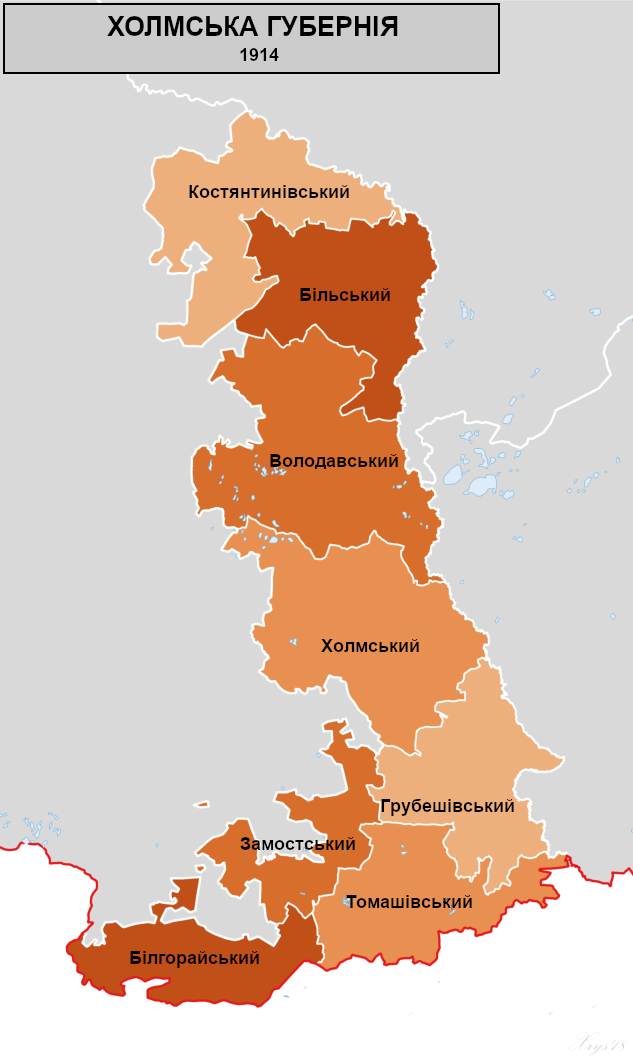
Холмська губернія з поділом на повіти, 1914 рік

Після революції 1905 відродився на Холмщині й Підляшші український національний рух, зокрема серед учителів. З 1905 в Грубешеві діяло видавництво О. Сполітака й О. Лоського, яке видало кілька популярних книжечок й одне число газети «Буг» (1905, відразу ж конфіскованої).
Щоб остаточно усунути польські впливи на Холмщину й Підляшшя, холмські кола, зокрема Холмське Братство, висунули проєкт відокремлення Холмщини й Підляшшя в окрему губернію, який 1912 обговорювала Державна Дума в Петербурзі. Проти нього виступив не тільки польський клуб у Думі, але й представники інших національних меншостей (за винятком українців) і соціалісти. Однак закон про відокремлення Холмської губернії був ухвалений і увійшов у силу 23 червня 1912. Холмську губернію відокремлено за етнографічним принципом з заселених українцями частин Люблінської і Селецької губернії. Підставою були етнографічні карти, опрацьовані В. Францевим. Холмську губернію безпосередньо підпорядковано міністерству внутрішніх справ у Петербурзі, лише в шкільних справах вона мала підлягати київському шкільному кураторові. Практичній реалізації закону перешкодила війна.

### 1915—1919
Влітку 1915 року Холмщина й Підляшшя стали тереном воєнних дій. Перед відступом з Холмщини й Підляшшя російська армія провела масову евакуацію населення. Ще раніше вивезено в глибину Росії всіх німецьких колоністів. З Холмщини й Підляшшя, боячись переслідувань з боку польської католицької більшості, виїхали всі росіяни і майже всі українці. Натомість залишилися всі поляки і майже всі калакути. Перед відступом російське військо спалило майже всі українські села. Лишилося приблизно 25 000 українців (у тому числі на Холмщині 15 000, на Підляшші 10 000). Таким чином Холмщина й Підляшшя стали майже суто польським краєм з 85 % поляків на Холмщині і 84 % на Підляшші.

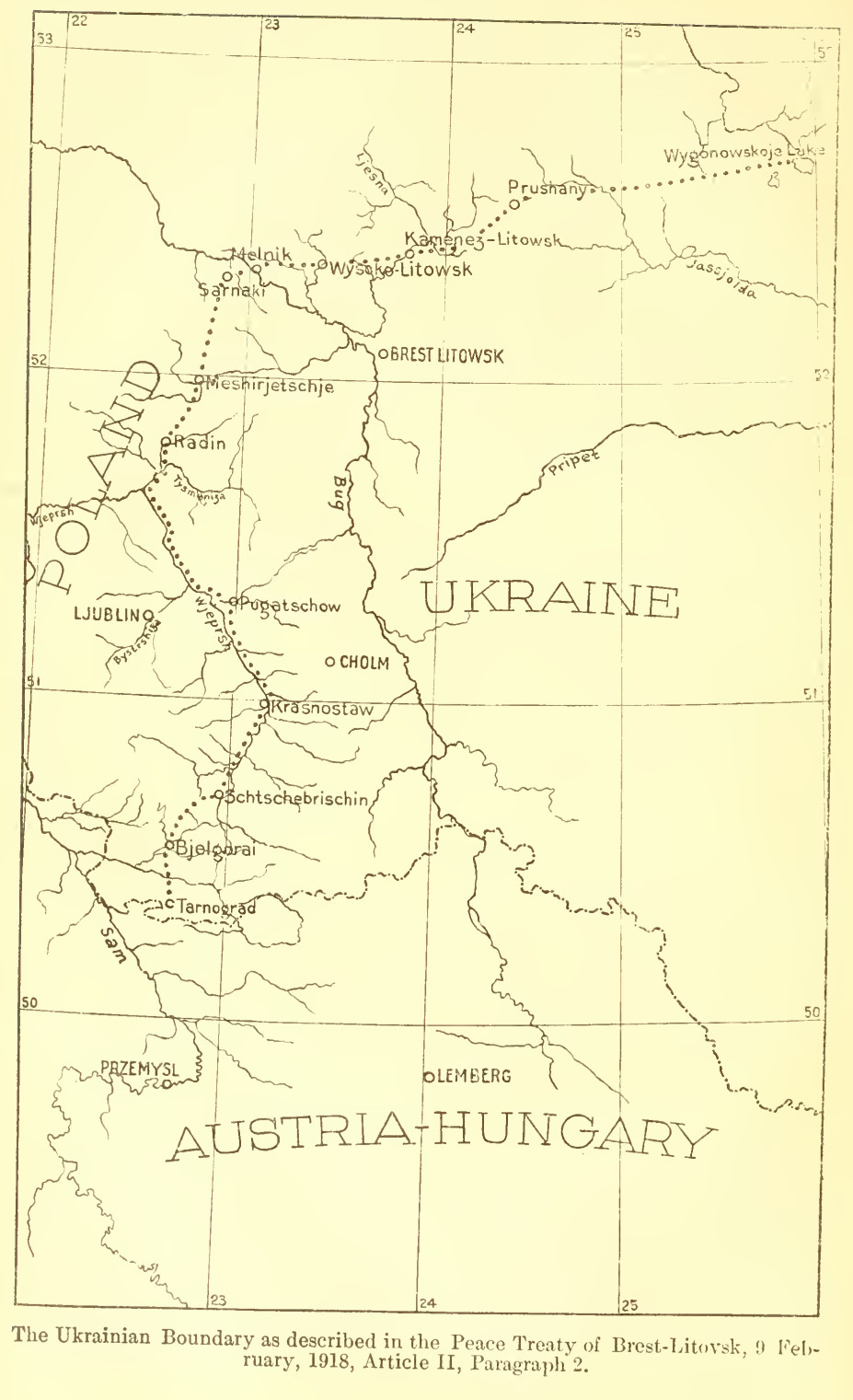
Північно-західні кордони України за Берестейським миром — з Холмщиною у складі України.

На Холмщині, що була під австрійською цивільною окупацією неможлива була жодна українська культурно-освітня праця не тільки через незначне число українців, але й тому, що австрійська влада (під польським впливом) не давала на неї дозволу. Натомість на Підляшші, яке опинилося під німецькою окупацією до української культурно-освітньої праці влада ставилася прихильно, зокрема Союз Визволення України на початку 1917 відкрив ряд українських шкіл. Ця культурно-освітня праця тривала під проводом О. Скоропис-Йолтуховського та Карпа Дмитріюка з весни 1918 до поразки Української держави.

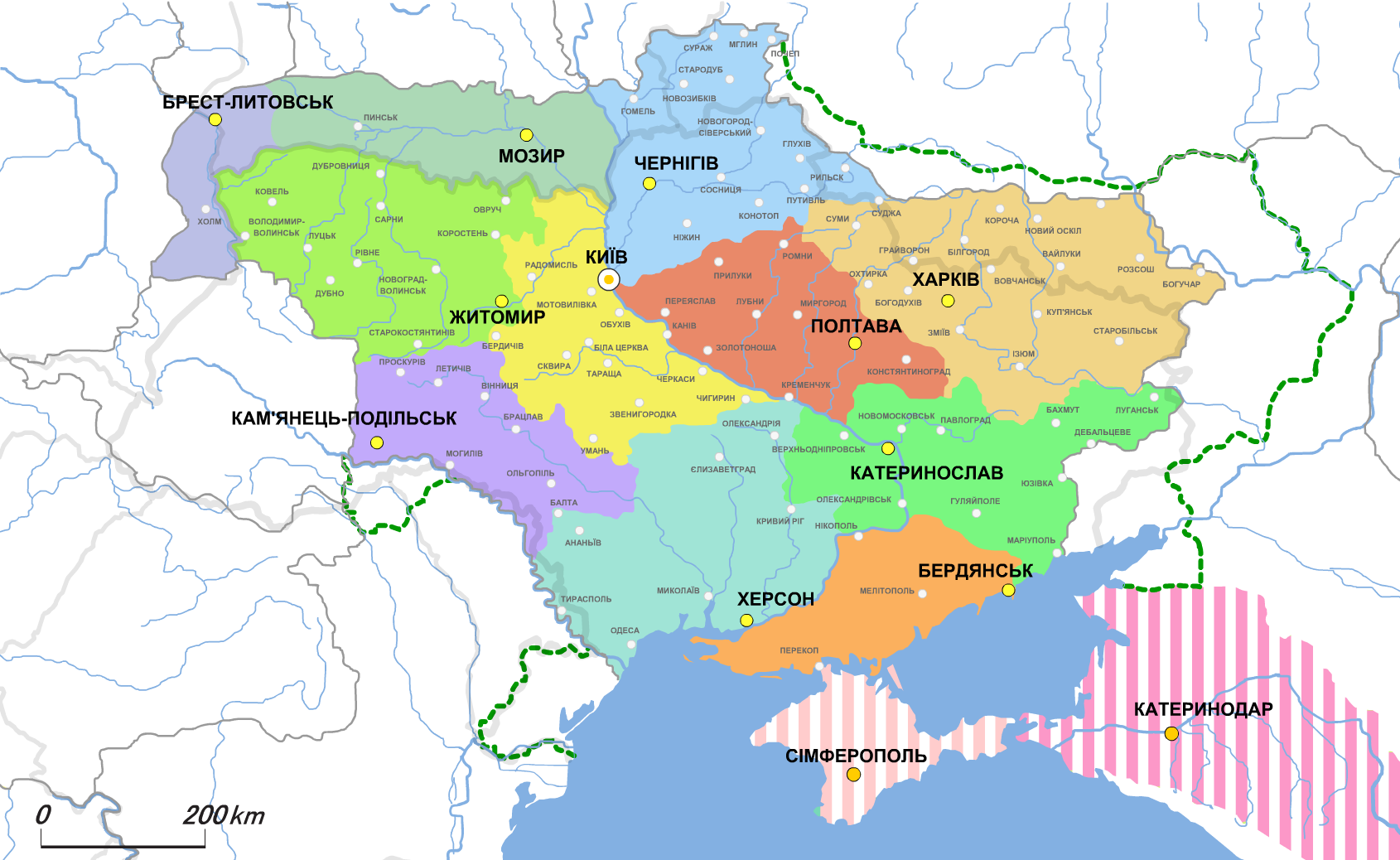
Адміністративно-територіальний устрій Української Держави
Холмська губернія

Важка була доля втікачів з Холмщини й Підляшшя. Евакуація в глибину Росії відбувалася хаотично. По дорозі більшість з них втратила рухоме майно, багато хворіло. З часом влада створила комітети, які допомагали втікачам. Найбільше їх поселилося в суто російських губерніях над Волгою, а дехто навіть в Азії. Вони працювали здебільша на ріллі, зокрема у тамтешніх селян. Завдяки своєму вищому хліборобському рівню культури, вони дійшли до деякого добробуту. Одночасно, у конфронтації з росіянами холмщани усвідомили себе українцями. Ще більше вплинула на їхню національну свідомість українська національна революція 1917. Вже на весні 1917 відбувся ряд нарад і з'їздів холмщан (серед інших у Києві 12 квітня 1917) і Всехолмський з'їзд (7 — 9 квітня 1917), який був яскравим доказом національної свідомості холмщан і підляшан. В його резолюціях висунено гасло: «Геть з Польщею, ми є українці і хочемо належати до України й Києва». З'їзд відвідав голова Центральної Ради М. Грушевський (він походив з Холма) і підтримав вимоги холмщан. На з'їзді обрано Холмський губ. виконавчий комітет, члени якого були одночасно делегатами до Центральної Ради. З ініціативи холмських делегатів Центральна Рада ухвалила 27 листопада 1917 резолюцію, що Холмщина й Підляшшя є складовою частиною УНР. Відповідно до цієї резолюції в Берестейському мирі 9 лютого 1918 між Україною і союзом 4 держав визнано Холмщину й Підляшшя (приблизно в межах Холмської губернії) складовою частиною УНР.
Приєднання Холмщини та Підляшшя до України викликало польські протести. Практично українська влада не перебрала ні Холмщину, ні Підляшшя, а тим часом українські втікачі з них (вже з 1918) почали повертатися на рідні землі.

### 1919—1939 (Холмщина під польською владою)
Після поразки центр. держав Холмщину й Підляшшя окупувало польське військо. Влітку 1920 вони короткочасно були окуповані сов. військом. Остаточно Холмщина й Підляшшя увійшли до складу Польщі на підставі Ризького миру між Польщею й РРФСР (18 березня 1921). До 1922 більшість втікачів повернулася на Холмщину й Підляшшя, хоч польська влада утруднювала їх повернення, зокрема української інтелігенції; тому частина холмщан і підляшан залишилася в СРСР. Можна припускати, що через переселення українці втратили 120 000 осіб.
У жодній іншій частині українських земель, які опинилися по першій світовій війні під Польщею, не був польський тиск такий сильний, як на Холмщині й Підляшші. Школи були винятково польськими, більшість православних церков поляки перетворили на костьоли. Однак холмщани розвинули успішну національну працю, серед іншого заснували культурно-освітню організацію «Рідна хата», об'єдналися в кооперативах, які підпорядковувалися Ревізійному Союзові Укр. Кооператив у Львові, закладали філіяли та доми молитов (влада не давала дозволу на відкриття церков). Доказом української сили було те, що при перших виборах до польського сойму 1922 (ці вибори, на відміну від наступних, були проведені дійсно вільно) холмщани перемогли у виборчій кампанії і провели до сойму та до сенату 5 своїх представників. Але незабаром поляки застосували нові репресії: ліквідовано «Рідні хати», заборонено інші вияви культурного життя (театр, преса тощо), кооперацію ізольовано від Львова, введено гострий поліційний нагляд; про вільні вибори не було вже й мови. Сотні громадян арештовувано часто під вигаданими обвинуваченнями в комунізмі. Холмщанам залишилася тільки православна церква, але поляки почали нищити й церковне життя. Урядовою мовою православної церкви стала польська, обов'язкова для навчання релігії і проповідей у церкві. Священики були під поліційним наглядом, багатьох з них усунено, зате підтримувано ревних полонізаторів і москвофілів. Наприкінці 1937 поляки почали масове нищення церков, як «непотрібних об'єктів». З 389 православних церков, що діяли на Холмщині й Підляшші 1914, залишилося 51 (149 перетворено на костьоли, а 189 — зруйновано). За останніх довоєнних років поляки вдалися ще до іншого засобу нищення українців: озброєні польські боївки (так звані кракуси) нападали на українські хати і нищили все майно.
Кампанія під назвою «ревіндикація» (з польської — «повернення майна»), досягла свого апогею в 1938-му, коли за два місяці — з середини травня до 16 липня, за даними Люблінського воєводського уряду  було знищено 91 церкву, 10 каплиць, 26 молитовних будинки, загалом 127 святинь. Окрім цього, 3 церкви передано Католицькій церкві, 4 храми використовували в якості моргів. Серед зруйнованих було 50 діючих церков, а також цінні пам'ятки церковної архітектури. Ревіндикація найбільше зачепила Холмщину й південне Підляшшя, заселені переважно українцями.
Одним із офіційних аргументів тогочасної польської влади щодо необхідності руйнування православних святинь було те, що в багатьох місцевостях, де не мешкають православні, існують непотрібні церкви, збудовані в часи російської окупації Польщі. Для підтримки акції використовували проурядову пресу, в якій уміщували статті про «українську небезпеку» на Холмщині. Православну церкву в Польщі звинувачували у русифікаційній та українізаційній діяльності.

### Холмщина й Підляшшя в Генеральній Губернії (з вересня 1939 до червня 1944)
Умови українського життя на Холмщині й Підляшші змінилися під німецькою окупацією. Вже за 2 тижні після вибуху польсько-німецької війни німецьке військо захопило всю Холмщину й Підляшшя. За нім.-сов. договором 23 вересня 1939 у Москві устійнено границі сфер інтересів обох держав на лінії Сяну-Бугу. Разом з тим Холмщина й Підляшшя увійшли до складу Ген. Губ. і становили в ній східну частину Люблінської області (дистрикту).
Німецька влада ставилася до українського культурного життя на Холмщині й Підляшші толерантно. Вже за перших тижнів під німцями по більших осередках виникли під різними назвами українські громадські організації. Вони розпочали допомогову акцію для втікачів, організували українське населення і захищали його перед німецькою владою; заснували низку українських шкіл, відновили «Рідні хати», укр. пов. кооперативи і перебрали низку православних церков, перетворених поляками на костьоли. Місцевим українцям допомагали втікачі з західно-українських земель, які захопили совєти, і випущені з польських тюрем та концентраційних таборів політичні в'язні. Кількість тих і тих на Холмщині й Підляшші сягала 1 500 — 2 000 осіб. Вони скупчилися майже винятково в містах Холмщини й Підляшшя та в Любліні, працювали в німецькій адміністрації, кооперації, у керівництві комітетів і в шкільництві; 1940 чимало священиків, втікачів з Буковини, поповнили духівництво православної церкви. Комітети діяли в Білгораї, Терногороді, Томашеві, Замості, Грубешеві, Холмі, Володаві, Красноставі й Білій Підляській. У Холмі постав також Центральний Холмський Комітет, який мав керувати національним життям, хоч насправді опікувався тільки Холмським і Володавським повітами. З місцевих діячів найвпливовішими були: А. Павлюк (голова комітету), С. Любарський (колишній сенатор), В. Косоноцький, В. Островський; у Замості О. Рочняк; у Білій Підляській І. Пастернак, на Володавщині лікар Т. Олесіюк.
1940 — 1941 відбулися на Холмщині й Підляшші, крім припливу утікачів, ще інші зміни в складі населення. Нім. влада переселила всіх німців Холмщини й Підляшшя на землі західної Польщі, натомість багато поляків, виселених з цих земель, переселила на Холмщину й Підляшшя, що збільшило тут польське населення; на підставі нім.-сов. договору про репатріацію, з Холмщини й Підляшшя виїхало до УССР бл. 5 000 українців.
Вже в листопаді комітети на Холмщині й Підляшші визнали як свій центр організацію, яка постала в столиці Ген. Губ. в Кракові під проводом В. Кубійовича. У червні ця централя дістала назву Укр. Центр. Комітету, а місцеві комітети — Укр. Допомогових Комітетів. На великі успіхи здобулися Холмщина й Підляшшя в церковній справі. Вже 5 листопада 1939 постала Церк. Рада у Холмі. Першим кроком для відновлення православної церкви на Холмщині й Підляшші було створення окремої адміністратури православної церкви (адміністратор о. І. Левчук, ген. вікарій М. Малюжинський). Великим досягненням була передача православним собору в Холмі (19. 5. 1940), що мало й символічне значення: кін. поль. впливам. До поч. 1940 ч. правос. церков збільшилося з 51 до 91. Завершенням заходів Укр. Центр. Комітету перед нім. владою було відновлення Автокефальної православної церкви і Холмської єпархії (тепер назва Холмсько-Підляська єпархія) і висвячення на холмського єп. з титулом архієп. (з 1944 митр.) проф. І. Огієнка (Іларіона).
Вперше на Холмщині й Підляшші навчання в нар. і фах. школах (серед них сер. пром. школа в Холмі) перейшло на українську мову. У Холмі діяла укр. гімназія (найбільше ч. учнів — 625). Навчання в сер. школах було уможливлене заснуванням бурс-інтернатів для молоді. Заочну освіту організували Укр.-Осв. Товариства (У. О. Т.), масово засновувані замість «Рідних хат». Кооперативи підлягали укр. пов. союзам й Укр. Обл. Союзові в Любліні. Укр. життя зосереджувалося в У. Д. К. в Холмі, Грубешеві, Білій Підляській, Замості, Терногороді (для Білгорайської округи), Красноставі; сильна делеґатура діяла у Володаві. Значне ч. українців перебувало в Любліні. Представником УЦК при люблінському губернаторі був В. Тимцюрак, з 1941 — В. Голейко. Визначніші діячі У. Д. К., крім названих: Б. Глібовицький і Іван Пастернак (Біла Підляська), Микола Струтинський (Грубешів), Р. Перфецький (Замостя) та ін.

### Знищення українського населення у 1942 - 1943

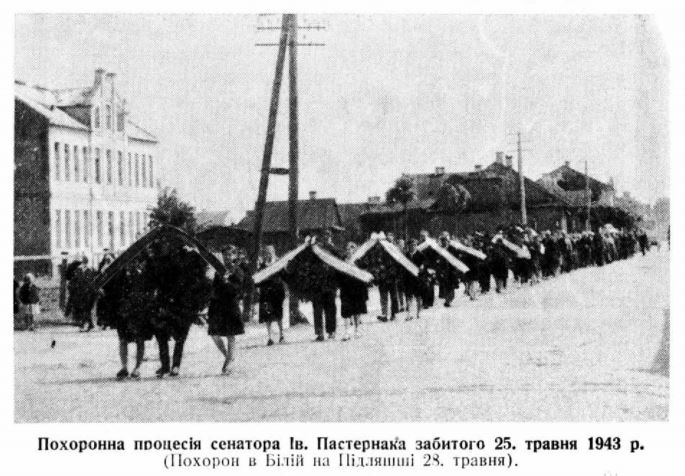
Похоронна процесія сенатора Івана Пастернака в Білій, 28 травня 1943 року.

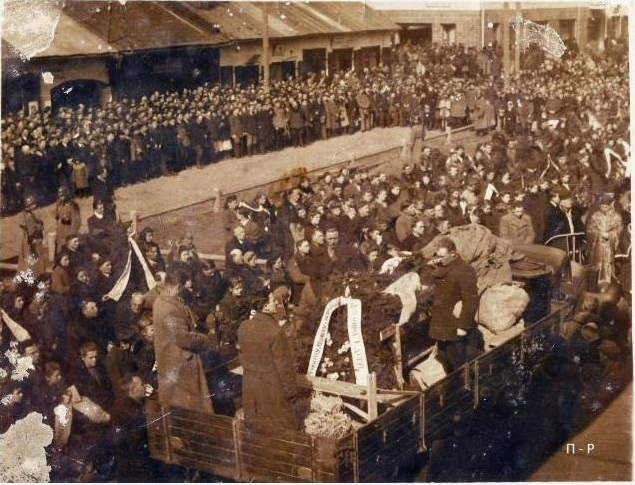
Прощання з вбитими поляками головою УДК Миколою Струтинським та командиром Грубешівської української самооборони Я. Войнаровським перед будинком УДК в Грубешеві, березень 1943

Національне життя Холмщини й Підляшшя зазнало розквіту, якого тут ніколи не було. З різних специфічних для Холмщини й Підляшшя проблем, що їх не вдалося вирішити, була проблема калакутів, які до всіх заходів «українізації» ставилися негативно.
Протягом 1942 року українське населення Холмщини зазнало суттєвих втрат внаслідок етнічної чистки, в результаті якої було вбито близько 2 000 осіб, а ще кілька тисяч змушені були покинути свої домівки та втекти на Волинь. (Окремі польські дослідники подають набагато менші цифри, наприклад 30-400 осіб.
Польський дослідник Марек Ясяк пише про польсько-український конфлікт на Хелмщині наступне:
Не можна заперечувати той факт, що всі вони, ймовірно, загинули від рук поляків. Однак це не був організований терор. Часто причиною вбивства української інтелігенції та українських активістів було те, що вони співпрацювали з німецьким окупантом. Нерідко це була так звана сліпа помста польських підпільних організацій за роботу, яку проводила українська інтелігенція серед населення. Були також випадки простої сусідської помсти за особисті кривди та образи. Були також випадки покарання українських націоналістів та українських активістів за доноси на польське підпілля
Перші польські збройні групи стали з'являтись на Холмщині ще наприкінці 1941 року, а перші вбивства почались на початку 1942-го. Жертвами цих убивств ставали поодинокі українські активісти та представники інтелігенції. Масового масштабу чистка набула у травні, і проводилась спільно силами німецьких нацистів та поляків. Вже у червні був створений відділ української самооборони, діями (як збройними так і дипломатичними) вдалось послабити хвилю насильства.
Українське життя на Холмщині й Підляшші ослабло після повернення влітку 1941 більшості утікачів до Галичини. З 1942 на Холмщині й Підляшші почало діяти польське збройне підпілля (пізніше під назвою Армії Крайової), з українського боку на Грубешівщині постала «Самооборона» (яка співпрацювала з УПА). Жертвами польського підпілля впали 1943 серед інших голова Грубешівського комітету Микола Струтинський і колишній сенатор Іван Пастернак.
1943 дійшло до німецької акції виселення низки польських, але й українських сіл на Замостейцині і Томашівщині; на їхнє місце мали прийти німці. Це зміцнило акцію польських боївок (які мали підтримку польського населення) і контракцію німецької поліції, від чого зазнали великих втрат українські селяни. На весні 1943 на Холмщині й Підляшші діяли також радянські партизани, 1944 посилилася акція полських комуністичних партизанів. Одночасно наблизився і німецько-радянський фронт.

### З 1944
У липні 1944 всю Холмщину й Підляшшя захопили радянські війська. Відтоді місто Холм стало тимчасовим осідком польської комуністичної держави — Польської Народної Республіки. У вересні 1944 був встановлений тимчасовий кордон між УРСР і ПНР. Він проходив приблизно по колишній лінії Керзона — здовж р. Бугу; остаточно він був усталений у серпні 1945. Тим самим Холмщина й Підляшшя увійшли до складу Польщі, у якій становили східну частину Люблінського воєводства. Вже 3 вересня 1944 року ПНР й УРСР підписали в Любліні угоду про добровільне переселення українців з ПНР в Україну, а поляків з УРСР до Польщі. Переселення почалося з жовтня 1944, і до серпня 1946 з Холмщини й Підляшшя до УРСР переїхало 193 400 українців. Переселенню рішуче протидіяли українське і польське підпілля — УПА й Армія Крайова. 1945 вони навіть уклали договір про розмежування своїх впливів.
Після обміну населення, на Холмщині й Підляшші залишилося тільки невелика кількість українців: на південному сході Грубешівщині й у вузькій смузі над Бугом у повітах Біла Підляська і Володава; разом, мабуть, 25 — 30 000. Майже всіх їх поляки виселили у 1947 році на території східної і північної Німеччини, які по війні припали Польщі. Лише по смерті Сталіна, до 1966 року близько 12 000 українців повернулося на Холмщину й Підляшшя; у 1970-х роках їх кількість становила близько 20 000 осіб. Вони скупчені у смузі над Бугом, найбільше на Підляшші.
1951 року, внаслідок обміну територіями між СРСР та Польщею, до України відійшла територія, обмежена річками Бугом, Солокією та новим кордоном із Польщею. Відтак до складу України повернулася маленька часточка Холмщини — село Пісочне та територія колишнього села Павловичі (тепер однойменна прикордонна застава, що офіційно належить до території села Нісмичі).
Церковне життя українців на Холмщині й Підляшші зосереджене в парафіях Польської Православної Автокефальної Церкви. Натомість вони не мають і тих незначних прав, які мають українці в решті Польщі: тут немає пунктів навчання української мови в школах, не можуть діяти гуртки Українського суспільно-культурного товариства — повторюється польська екстермінаційна політика з часів до 1939 року.
Інакше на півночі Підляшшя, населення якого переважно залишилося на місці, але його офіційно вважають білоруським. Воно має білоруські школи і білоруські товариства.
У 1999—2002 роках «Українським Товариством» у Холмі вперше з 1940-х років видавався український часопис «Холмський Вісник».

### Території Холмщини у складі України
Єдиною територією Холмщини, яка на сьогодні належить Україні, є село Пісочне.

## Людність

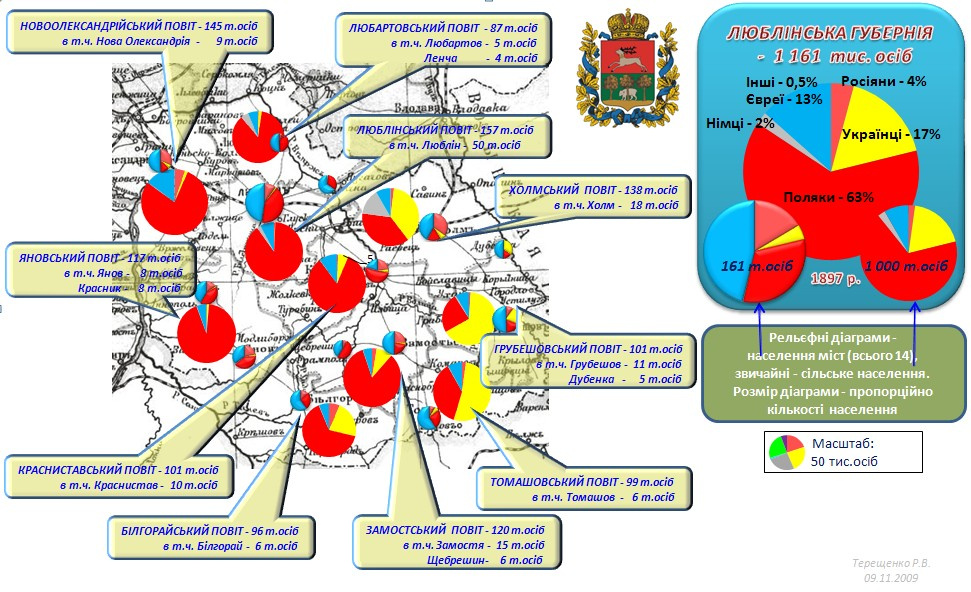
Згідно з переписом населення 1897 року українці складали значну кількість у Грубешівському, Томашівському, Холмському і Білгорайському повітах Люблінської губернії.

За етнічною ознакою у державному переписі населення Холмщини 1909 р. окремо українців і росіян не виділяли, а відносили обидві "народності" у спільну рубрику "руських". Але, як вважали Мирон Кордуба та Іван Крип’якевич, кількість росіян на цій території була незначною. За результатами перепису населення Холмщини і Підляшшя, опублікованими у 1912 р., тут проживало 463 901 чол., які назвали своєю розмовною мовою “руську”, і 268 053 — польську. Згідно з результатами перепису, в чотирьох повітах Холмської губернії з восьми українці і росіяни становили абсолютну більшість: у Константинівському повіті — 43 139 чол. (70,82  %), Влодавському — 64 987 чол. (64,97 %), Більському — 54 517 чол. (60,48 %), Грубешівському — 79 404 чол. (57,31 %). Польське населення мало абсолютну більшість лише в Замостському повіті — 47 910 чол. (52,36 %). Отже, у 1912 р. в Холмській губернії було українців і росіян — 463 901 чол. (51,76 %); поляків — 268 053 чол. (29,9 %); євреїв — 135 238 чол. (15,1 %); представників інших національностей — 29 123 чол. (3,24 %).
В етнографічному відношенні серед українського населення Холмської губернії виділялися дві гілки — поліщуки (лісовики) і так звані степняки. Степняки заселяли південну частину Холмщини (більшу частину українських поселень у Люблінській губернії) і становили  одне ціле зі своїми сусідами південно-західної Волині та північної Галичини. Північну частину Холмщини, або українські поселення Сідлецької губернії та північної смуги Люблінської губернії, заселяли поліщуки. Крім того, тут також зустрічаються такі субетнографічні групи: хмаки, бояри, підляські полевики, підляські бужани, озеряни і боровики, прикордонні холмщаки, холмські червенці.
Український історико-етнічний характер краю стверджує і місцева топоніміка. Так, багато поселень Холмщини і Підляшшя мали такі назви: Голєшув (в говірці Голишове), Долгоброди (Дубогроди), Головне, Городище (Володавського повіту); Деревічна, Береза, Загайки (Радзинського); Голоди, Молочки, Дубно, Зубове (Більського).  Природно "найукраїннішими" є місцеві назви полів, луків, пасовищ,  лісів, багон, річок, урочищ. Крім того, дослідники підкреслюють єдність українського історико-етнографічного характеру Холмщини і Підляшшя на початку ХХ ст. з Галичиною, які здавна були тісно взаємопов’язані.
Під час першої світової війни, в червні і липні 1915 р. разом з російськими військами, що відступали, з території Холмщини і Підляшшя було примусово виселено майже все українське православне  населення — більше 300 тис. українців, яких було розміщено в 37 губерніях Російської імперії, в тому числі Тобольській, Томській, Забайкаллі, Уралі, Самарканді та інших районах. На рідній землі залишилося не більше ніж 15 тисяч українців, а польське населення становило тут уже 85 % усієї людності краю. З  1918 р. починається повернення на свої землі холмщаків із біженства. На початку 20-х років на Холмщині і Підляшші було вже близько 150 тисяч українського населення. Ще близько 30 тисяч українців повернулося після 1921 року.
У якому б адміністративно-територіальному підпорядкуванні не перебували Холмщина і Підляшшя, де більшість населення тривалий час  становили українці, вони завжди знаходилися у становищі національної меншини. Цей фактор суттєво впливав на характер суспільного життя українського населення краю. Зміна володарів цих територій ніколи  не означала, що черговий з них подбає про задоволення соціально-економічних чи етнонаціональних потреб місцевих українців. Вона лише свідчила про тимчасову перевагу одного претендента над іншим у боротьбі за Холмщину і Підляшшя, але ніхто з них ніколи не враховував сам факт наявності тут українців. Російські власті вважали їх частиною "єдиного" російського народу, а польські — елементом, з якого можна творити католиків (тобто поляків), або ж позбутися його назавжди.
У 1931 на 1 км² припадало на Холмщині 57 мешканців (1964 — 56). Густота населення залежна від якості ґрунтів, вона найвища на чорноземній Грубешівщині і Томашівщині (понад 70), найнижча на піскуватій Білгорайщині (близько 50). У містах 1931 року 19 % (1964 — 23 %) населення. Міста мали торговельно-ремісничо-адміністративний характер. Найбільшим містом був Холм (1931 — 38600, 1970 — 64000); ін. (у дужках чисельність мешканців на 1931 і на 1964 у тис.): Грубешів (12,6; 13,4), Томашів (9,6; 10,8); Замостя (24,7; 33,1); вже за межами української етнографічної території — Красностав (14,6; 15,8) і Білгорай (13,8; 15,2); деякі містечка — Терногород, Щебрешин.
Холмщина стала з етнічного погляду мішаним українсько-польським краєм. Більшість мали українці до 1945 лише у вузькій смузі над Бугом, зокрема на південно-східній Грубешівщині, але не становили більшости у жодному повіті. Національна чи віросповідна структура населення була на 1931 приблизно така: (у тис., у дужках у %):
- Українці 149 (21,3)
- Калакути 60? (8,8)
- Поляки 427 (59,3)
- Євреї 70 (9,7)
- Німці 13 (0,9)

Національними меншостями на Холмщині були євреї й німці (невелике число росіян — урядовий апарат, жили тільки в 1870—1914 pp.). Євреї становили 1931 року 10 % всього населення (1914 — 13 %), але більшість майже у всіх містах (у Холмі до поч. 20 ст. навіть ⅔ всього населення). Німці (1914 — 35 000), 1931 — ледве 13 000 жили в Холмському повіті і сусідній частині Володавського. Вони наплинули в другій пол. 19 ст. (переважно після 1883), поселилися на землях, розпарцельованих великими власниками, і були досить багатими хліборобами. 1915 всіх їх вивезло російське військо (переважно на Сибір), і тільки частина їх 1920 репатріювалася. Їх німецька окупаційна влада вивезла восени 1939 до Райху. З кінця 1940-х pp. Холмщина й Підляшшя є суто польським краєм.

## Народне господарство
Холмщина була до 1939 (є переважно й тепер) чисто рільничим краєм, в якому з сільського господарства жило близько 80 % всього населення, у тому числі все українське. Великі ліси залишилися тільки на Білгорайщині і на Розточчі. Сільськогосподарська площа займала 70 % усього простору, у тому числі на ріллю припадало 51 %, сади і городи 1,5 %, на луки і пасовища 18 %, на ліси 24 %, на невжитки 5,5 %. Головні культури (у % до всієї засівної площі): жито (30 %), пшениця (18 %), картопля (16 %), овес (15 %), кормові (11 %), ячмінь (8 %), технічні (зокрема цукровий буряк, 2 %). Пшениця найбільше поширена на Грубешівщині (також і цукровий буряк). Холмщина має невеликі надвишки рослинництва, більше молочних продуктів і свинарства.

## Відомі українці, пов'язані з Холмщиною та Підляшшям

### Народилися на Холмщині

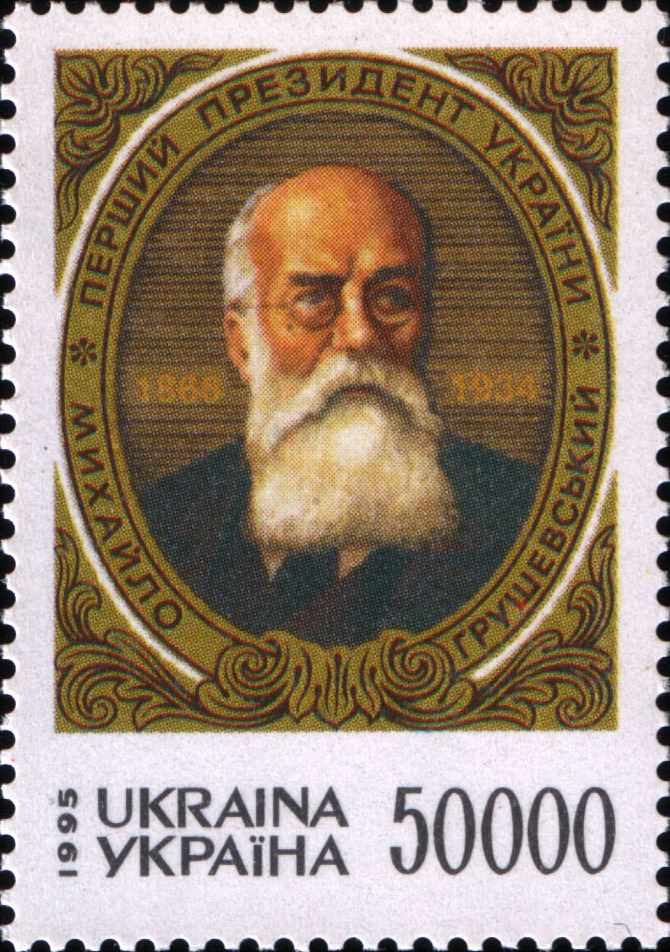
Михайло Грушевський на українській марці 1995-го року.

- Діонісій (Збируйський) (Красностав, Холмська земля, Руське воєводство, Королівство Польське — 1603, Холм, Руське воєводство, Річ Посполита) — український релігійний діяч, єпископ Холмський і Белзький у 1585—1603 рр. Брав участь у Берестейському соборі 1596 року. Перший греко-католицький єпископ Холмщини.
- Іпатій (Потій) (1541, Рожанка, Берестейська земля, Підляське воєводство, Велике князівство Литовське — 1613) — український релігійний та громадський діяч, богослов, письменник-полеміст, прихильник об'єднання православної і католицької церков, один із організаторів Берестейської унії 1596 року, Митрополит Київський, Галицький та всієї Руси у 1599-1613 роках.
- Криштоф Косинський (1545, Дорогичинська земля, Підляське воєводство, Велике князівство Литовське — 1593) — український військовий діяч, козацький отаман, полковник Війська Запорозького, гетьман. Організатор козацького повстання 1591–1593 років в Україні проти шляхти й урядової адміністрації Речі Посполитої.
- Янчук Микола Андрійович (1859, Корниця, Більський повіт, Люблінська губернія, Російська імперія — 1921) — український етнограф, фольклорист, драматург, що між іншим записав і видав зразки української живої народної мови свого рідного краю (весільні обряди, народні пісні, вертеп). Деякі твори писав підляською говіркою.
- Грушевський Михайло Сергійович (1866, Холм, Люблінська губернія, Російська імперія — 1934) — видатний український історик, громадський та політичний діяч, перший керівник незалежної Української Народної Республіки. Народився в сім'ї викладача греко-католицької гімназії Холма. У своїх творах неодноразово звертався до історії Холмщини та Холма (див. наприклад «Історія України-Руси. Том II. Розділ VI»). Як голова Центральної Ради брав участь у квітні 1917 року у Всехолмському з'їзді та був ініціатором ухвалення Центральною Радою рішення про приєднання Холмщини і Підляшшя до УНР.
- Кобрин Михайло Петрович (1871, Стужиця, Красноставський повіт, Люблінська губернія, Російська імперія — 1956) — український богослов, професор богослов'я, релігійний і освітянський діяч, знавець стародавніх мов, перекладач духовних книг — Святого Письма на українську мову. Початкову освіту здобув у своєму селі, навчався і викладав в духовній семінарії Холма. Головував у Народно-просвітницькому товаристві Холмської Русі, був першим президентом Холмського сільськогосподарського товариства взаємного кредиту.
- Сиркін Наум Соломонович (1878, Більськ-Підляський, Гродненська губернія, Російська імперія — 1918) — публіцист, громадський та політичний діяч єврейського походження, прихильник співпраці євреїв з українським національно-визвольним рухом. У 1917 році член Української Центральної Ради. Автор книги «Ін дер фраєр Україне» («У вільній Україні»), Київ, 1917.
- Кухарчук Ніна Петрівна (1900, Василів, Томашівський повіт, Люблінська губернія, Російська імперія — 1984) — дружина Микити Хрущова, керівника Радянського Союзу у 1953—1964 рр. Цікаво, що Ніна Кухарчук була уродженкою найзахіднішої з українських етнічних земель — Холмщини, а Микита Хрущов — найсхіднішої, Східної Слобожанщини.
- Кандиба Іван Олексійович (1930, Стульно, Володавський повіт, Люблінське воєводство, Польська Республіка — 2002) — український правозахисник, співзасновник Української Гельсінської групи, політв'язень радянських часів. У часи незалежної України — засновник та редактор газети «Нескорена нація», провідний діяч Організації Українських націоналістів в Україні (ОУНвУ). Народився в селянській родині. 1945 року родина Кандиб була насильно переселена до УРСР.
- Савва (Грицуняк) (1938, Снятиче, Томашівський повіт, Люблінське воєводство, Польська Республіка) — церковний діяч, з 1970 року благочинний Яблочинського монастиря святого Онуфрія, з 1998 року шостий та чинний предстоятель Польської автокефальної православної церкви.
- Лучук Володимир Іванович (1934, Матче, Грубешівський повіт, Люблінське воєводство) — поет, перекладач. У 1945 році сім'я Лучуків була депортована до с. Доросині Рожищенського району Волинської області. Закінчив філологічний факультет Львівського університету ім. Івана Франка та аспірантуру, працював у редакції журналу «Жовтень», відповідальним секретарем Товариства охорони пам'яток історії, завідувачем рукописів Львівської наукової бібліотекуи ім. Василя Стефаника АН УРСР, завідувачем редакції підручників для шкіл із польською мовою викладання (львівської філії видавництва «Радянська школа»), науковим співробітником у новоствореному Львівському відділенні Інституту літератури ім. Т. Шевченка, був ініціатором створення суспільно-культурного Товариства «Холмщина» у Львові. Володимир Лучук — член Спілки письменників України. Автор поетичних збірок «Довір'я», «Осоння», «Маєво», «Обрій на крилах», «Вагомість», «Поезії», «Братні луни», «Дивовид», «Навстріч» та інших як для дорослих, так і для дітей. Перекладав з усіх слов'янських мов; окремими виданнями вийшли антології серболужицької літератури для дітей «Ластівка з Лужиці» та «Пташине весілля»; премія Товариства лужицьких сербів «Домовіна», збірки дитячих віршів Франтішка Грубіна «Про що співає деревце» (з чеської) та Василя Зуйонка «Покотився клубок» (з білоруської. В упорядкуванні В. Лучука вийшли антології «Космічний акорд», «У вінок Каменяреві», «Оріон золотий», «Молода Муза», «Найдорожчий скарб», «Дзвінок з минулого». Твори В. Лучука виходили російською, білоруською мовами. Нагороджений Почесними грамотами Грузинської та Казахської РСР, лауреат літературної премії ім. Лесі Українки.
- Струцюк Йосип Георгійович (1934, Стрільці, Грубешівський повіт, Люблінське воєводство) — поет, прозаїк, драматург. У 1944 році разом із батьками депортований у с. Новослобідку Запорізької області. З 1946 року мешкає на Волині. Після закінчення Луцького педагогічного інституту ім. Лесі Українки працював науковим співробітником музею-садиби Лесі Українки в с. Колодяжному та Волинського краєзнавчого музею, журналістом, очолював обласну організацію Всеукраїнського Товариства «Просвіта» ім. Тараса Шевченка. Він — один із засновників Волинського обласного суспільно-культурного товариства «Холмщина». Видав понад 60 поетичних, прозових та драматичних книжок як для дорослих, так і для дітей. Серед них пов'язані з холмською тематикою «Сторожові вежі», «Потойбіч тиші», «Фарватер», «Червень — місяць тиші», «Од Гучви до Стоходу», «Цвіт дикої шандри», «Бог задумав інакше…», «Операція „Burza“, або Ми їх спільно винищимо», «Роман і Романовичі» та інші. За сценаріями і режисурою Й.Струцюка було стоворено біля 10 кінострічок, відзначених на республіканських, всесоюзних і міжнародних аматоських кіноконкурсах. Він плідно співпрацював з такими відомими композиторами, як А.Кос-Анатольський, А.Пашкевич, О.Білаш, В.Лич… До речі, з останнім створив пісню «Рідні дзвони», котра, по суті, стала реквієм по убієнних холмщаках. Зібрав, підготував і видав збірник народних пісень із Холмщини і Підляшшя «Ти не згасла, зоре ясна». Під такою ж назвою створив (у співавторстві з М.Лукашевич) короткометражний фільм про кроваві події в 30-40-х роках минулого століття на Холмщині. Друкувався білоруською, польською, російською мовами. Член Національної спілки письменників України, заслужений діяч мистецтв України, почесний громадянин міста Луцька, перший лауреат літературно-мистецької премії ім. А. Кримського, міжнародних літературних премій ім. Богдана-Нестора Лепкого, ім. Г. Сковороди, ім. П.Куліша, лауреат літературної премії НСПУ «Благовіст», медалі «Івана Мазепи» та ін.

### Пов'язані з Холмщиною життям та працею
- Данило Галицький (1201—1264, Холм, Руське королівство) — руський князь з династії Романовичів, правитель Галицько-Волинського князівства, король Русі. Заснував місто Холм, та зробив його столицею своєї держави. 1253-го року коронований королем Русі у Дорогичині. Похований у соборі Різдва Пресвятої Богородиці на Даниловій горі.
- Григорій Ходкевич (1513—1572, Заблудів, Гродненський повіт, Троцьке воєводство, Велике князівство Литовське, Річ Посполита) — магнат, меценат українського походження, з роду київського боярина Федора (Ходка)[21]. Воєвода київський у 1555—1559 рр. Засновник однієї з перших українських друкарень у Заблудові, в якій працювали Іван Федорович і Петро Мстиславець.
- Пилипчук Пилип Каленикович (1869—1940, Холм, дистрикт Люблін, Генерал-губернаторство, Німецька держава) — український державний діяч, міністр шляхів УНР у 1918–1919 рр., прем'єр уряду УНР на еміграції у 1921–1922 рр. Останні місяці свого життя провів у Холмі, де помер та похований.
- Лоський Костянтин Володимирович (1874—1933) — український громадський і політичний діяч, історик права, дипломат, професор. У 1905—1914 рр. один з лідерів українського громадсько-культурного життя на Холмщині. Організатор українського видавництва у Грубешеві, у 1905 та 1906—1907 рр. редактор газети «Буг»[22].
- Кордуба Мирон Михайлович (1876—1947) — український державник, вчений, публіцист, історик, письменник. У 1940—1941 рр. викладач історії в українській гімназії в Холмі.
- Скоропис-Йолтуховський Олександр Філаретович (1880—1950) — український громадський, політичний та державний діяч, публіцист, автор розвідок на економічні і політичні теми. За часів незалежної України у 1918 році головний представник центральної влади на Холмщині — Холмський губернський комісар за УНР, губернський староста Холмщини та Підляшшя за часів Української Держави гетьмана Скоропадського. На своїй посаді, у важких умовах протидії з боку польських кіл краю, найбільшу увагу приділяв розвитку українського шкільництва, дбав про працевлаштування вчителів тих шкіл, які в силу різних причин позбувалися роботи, чим забезпечував їм можливість продовжувати освітянську діяльність. Після оголошення гетьманом Скоропадським грамоти про федерацію з Росією Олександр Скоропис-Йолтуховський надіслав телеграму міністру внутрішніх справ Української Держави, в якій повідомляв про своє небажання продовжувати службу на цій посаді через незгоду з новим політичним курсом гетьманського уряду та просив підшукати йому заміну. Водночас Скоропис-Йолтуховський погоджувався залишатися на своєму посту до приїзду нового старости. «Тимчасово виконуючим обов'язки» він залишався недовго — вже через кілька днів був арештований поляками.
- Іларіон (Огієнко) (1882—1972) — український вчений, митрополит УАПЦ (від 1944), політичний, громадський і церковний діяч, мовознавець, лексикограф, історик церкви, педагог. 9 жовтня 1940 року був пострижений в чернецтво під ім'ям Іларіона в Яблочинському Свято-Онуфрієвському монастирі митрополитом Діонісієм (Валединським), предстоятелем Польської Православної Церкви. 19 жовтня 1940 року на Холмському Соборі був висвячений єпископом Холмським і Підляським Української Автокефальної Православної Церкви. Хіротонію провели: митрополит Діонісій (Валединський), предстоятель Польської Православної Церкви, архієпископ Празький Саватій та єпископ Люблінський Тимофій (Шретер). Наступного дня (20 жовтня) в Холмському Соборі ці самі єрархи звершили архієрейську хіротонію найменованого в єпископа Іларіона. Як архієрей організовував українську церкву на Холмщині за допомогою введення української мови в богослужіння. Виголосив сотні проповідей, багато з яких були видані або розійшлися в рукописних списках. Заснував в єпархії друкарню і видавництво, велику єпархіальну бібліотеку, що налічувала десятки тисяч томів. У цей же період написав багато віршованих і прозових творів, в основному духовно-повчального змісту. 1942 року коштом Іларіона відбулася реставрація Холмської ікони Божої Матері. Від 16 березня 1944 року — митрополит Холмсько-Підляський. Московський Патріархат негативно оцінював «українізаторську» діяльність владики Іларіона, але визнавав канонічний характер його єпископської хіротонії. Улітку 1944 року Огієнко змушений був емігрувати в Словаччину, рятуючись від наступу радянських військ.
- Крип'якевич Іван Петрович (1886—1967) — український історик, діяч НТШ, автор великої кількості наукових досліджень про українську козацьку державність та Богдана Хмельницького, ряду підручників з історії України. Народився в сім'ї греко-католицького священика Петра Франца Крип'якевича, який переїхав з Холмщини у Львів, рятуючись від релігійних переслідувань з боку Росії. Саме батько першим прищепив Івану Крип'якевичу любов до України та української мови. Одну зі своїх праць з історії України до 1914-го року, Іван Крип'якевич, який жив тоді в СРСР, видав 1949 року у Мюнхені під псевдонімом Іван Холмський.
- Гальчевський Яків Васильович (1894—1943, Пересоловичі, Грубешівське староство, дистрикт Люблін, Генерал-губернаторство, Німецька держава) — український військовий діяч, активний учасник повстанського руху в Україні в епоху Визвольних змагань та в роки Другої світової війни. Кавалер Хреста Симона Петлюри. У 1942–1943 рр. організатор і командир Грубешівської української самооборони. Загинув у бою проти Армії Крайової, похований у Грубешеві.
- Лукасевич Мар'ян Прокопович (1922—1945, Жнятин, Грубешівський повіт, Люблінське воєводство, Польська Республіка) — учасник збройної боротьби УПА на Холмщині, курінний Холмського куреня «Вовки» (разом з Євгеном Штендерою і Володимиром Сорочаком). Спалений польською міліцією у санітарній криївці під час облави.
- Боярський Михайло Сергійович (1949) — відомий радянський та російський актор театру і кіно, що уславився своєю пристосовницькою позицією підтримки будь-яких дій Путіна. Внесений до «Чорного списку Міністерства культури України». Дідусь Михайла Боярського Олександр Сегенюк народився 1885 року у селі Копитові на Холмщині, навчався у Волинській духовній семінарії, по закінченні якої переїхав до Росії, де й поміняв своє українське прізвище на більш «милозвучне» Боярський. В роки радянської влади став відомим діячем Обновленської церкви. 1937 року розстріляний за вироком суду у Суздалі.
- Гаврилюк Юрій Іванович (1964, Більськ-Підляський, Білостоцьке воєводство, Польська Народна Республіка) — український письменник, історик, публіцист. Член Національної спілки письменників України. Секретар головної управи Союзу українців Підляшшя, головний редактор журналу «Над Бугом і Нарвою». Автор поетичної збірки «Голоси з Підляшшя», наукових розвідок «Холмська Атлантида. Про історичну долю українців Холмщини та Підляшшя (XIX–ХХ ст.)», «Підляшшя — відродження українства» та ін.
- Григорій Купріянович (1968, Люблін) — український історик, громадський діяч і публіцист у Польщі, голова Українського товариства в Любліні.

## Галерея

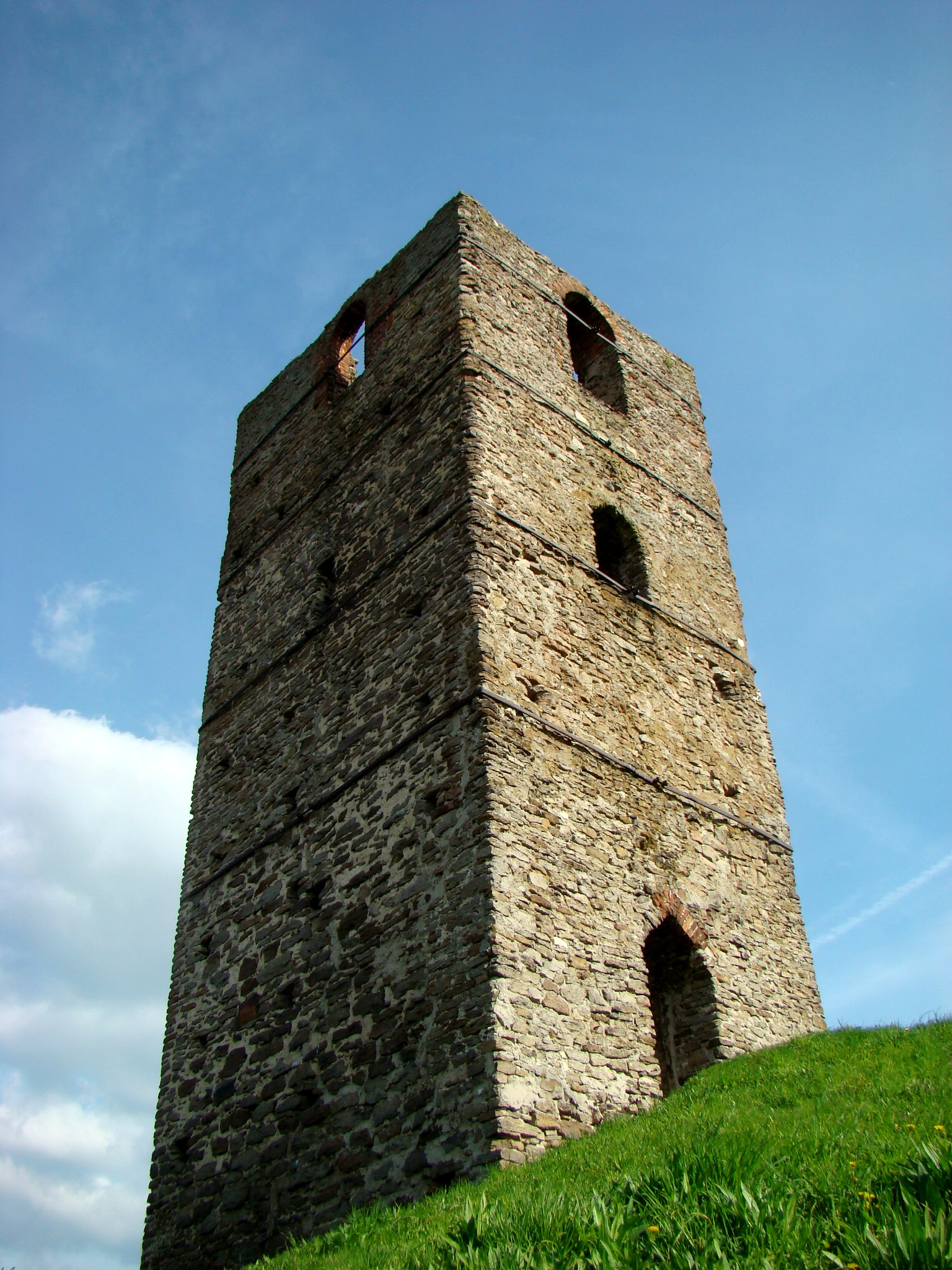
Вежа у Столп'є
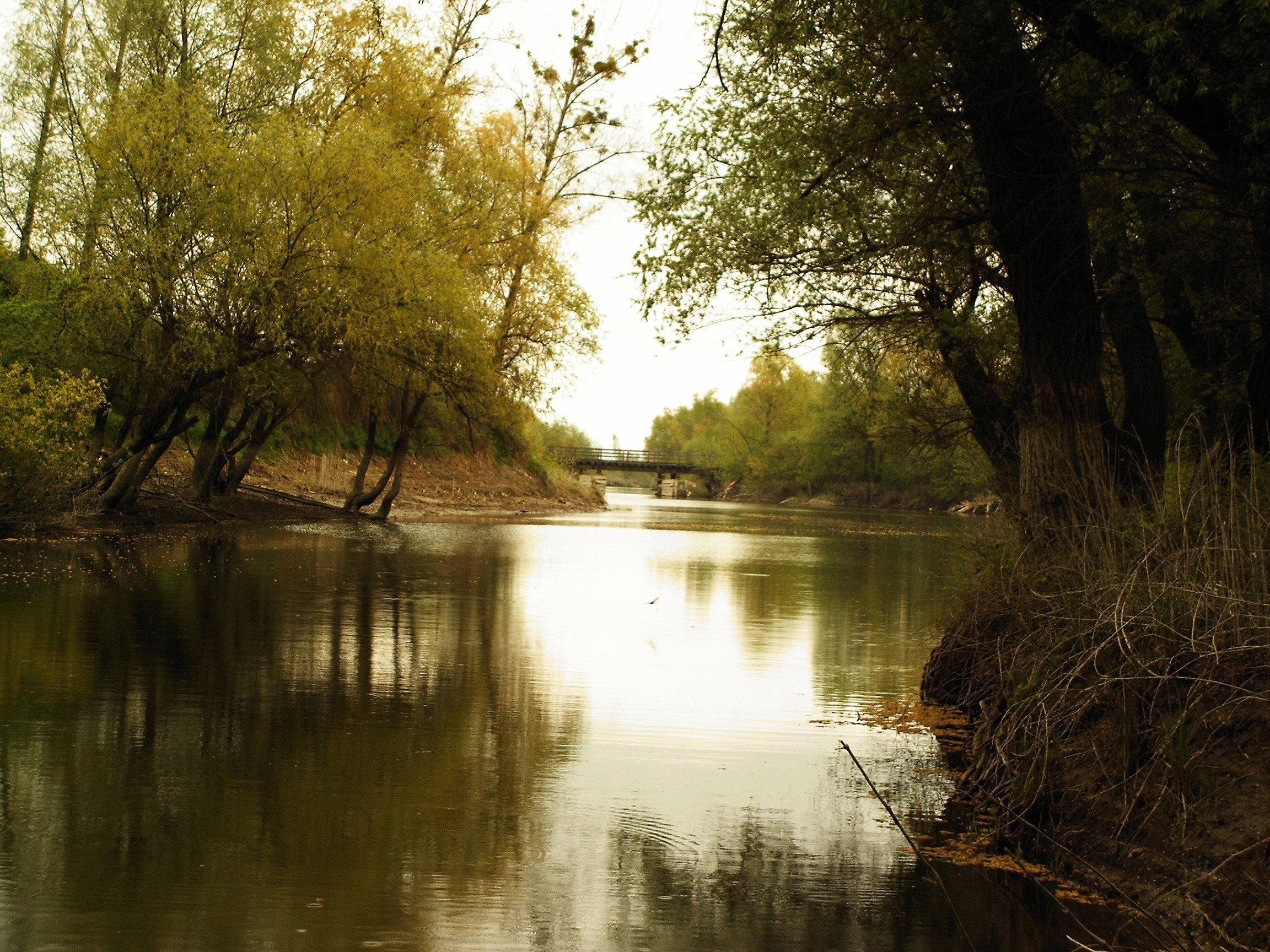
Річка Буг
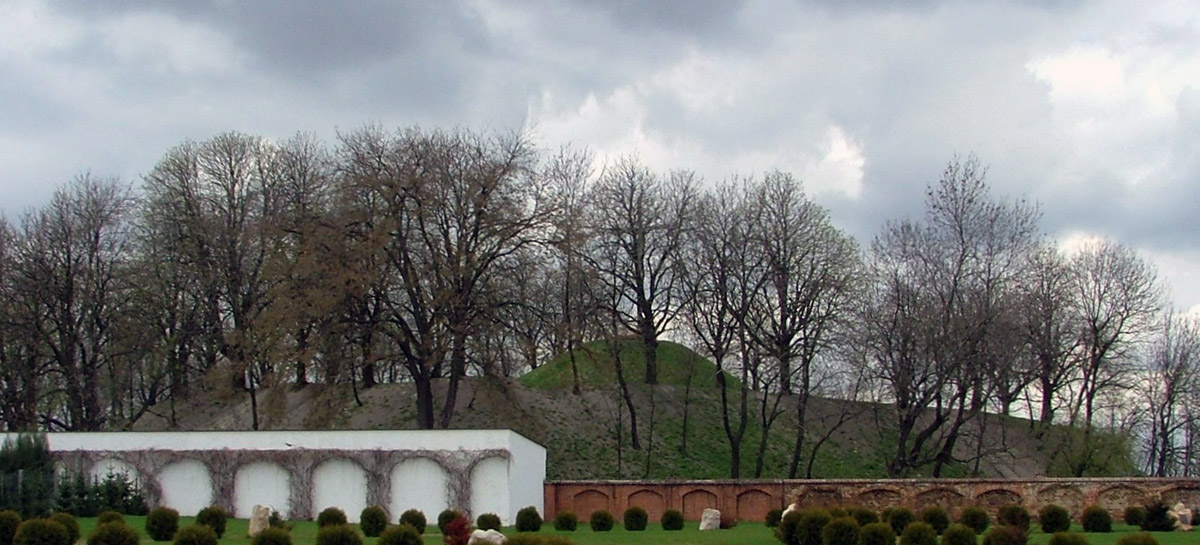
Город (Холм)
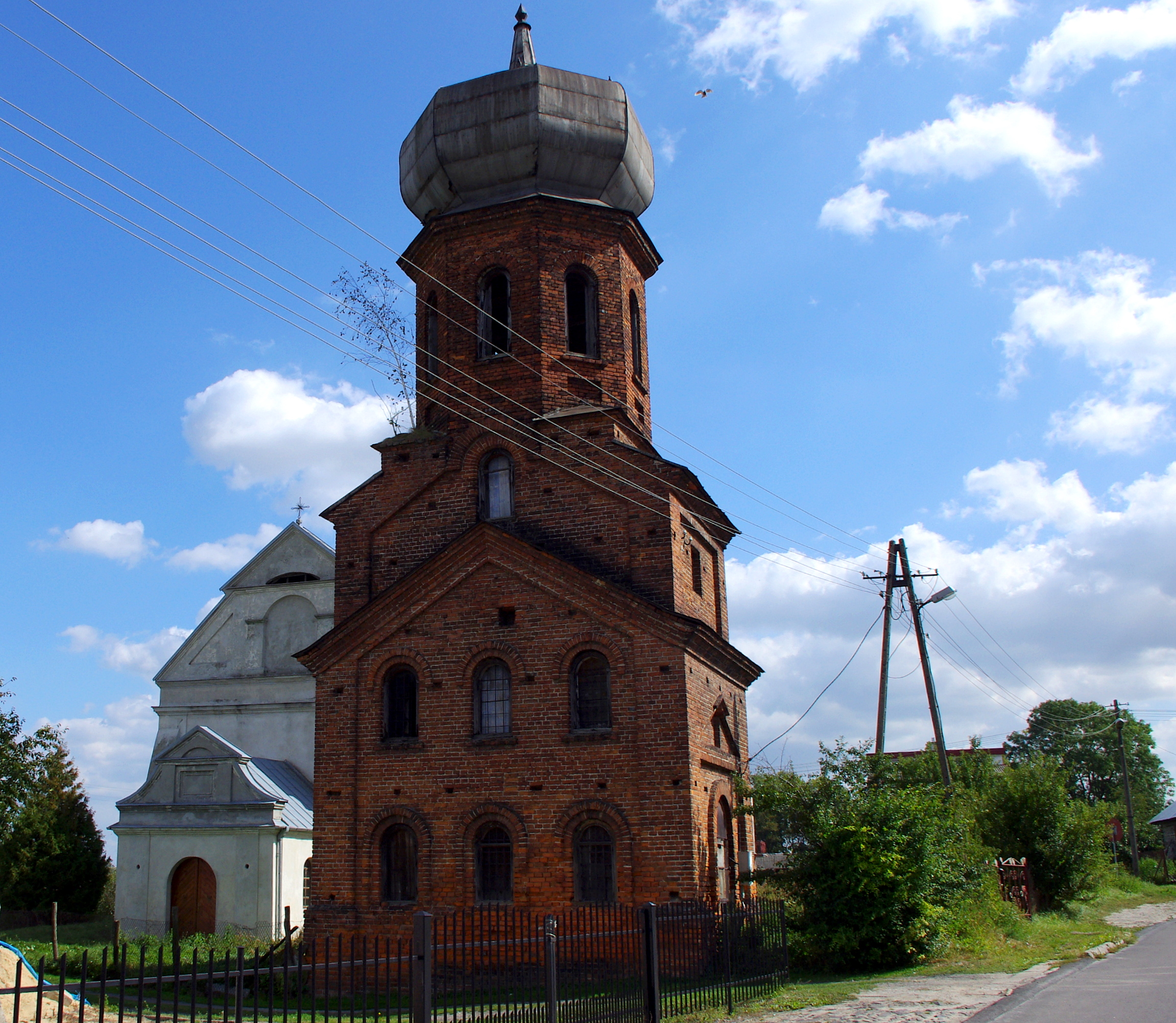
Войславичі
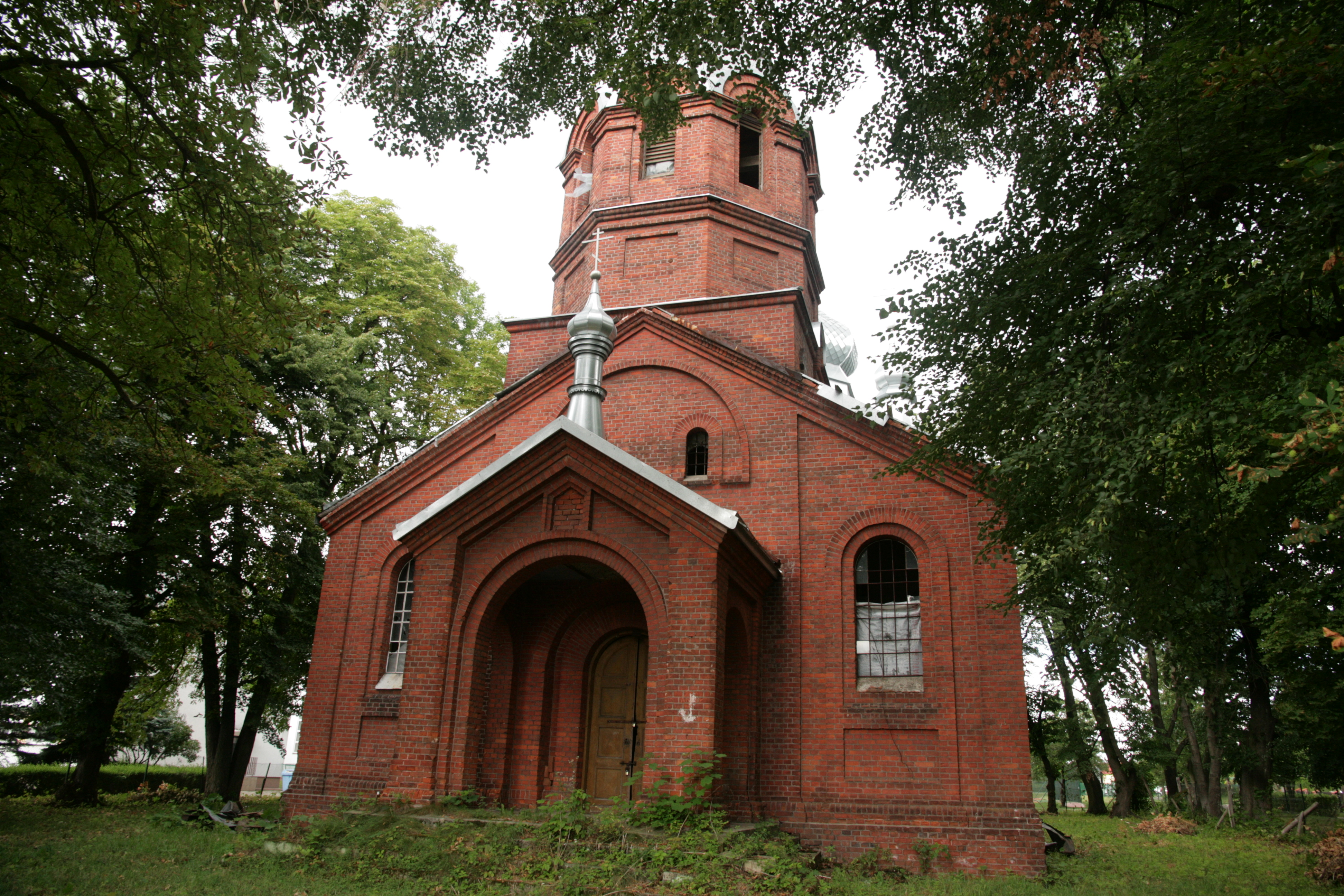
Дубенка
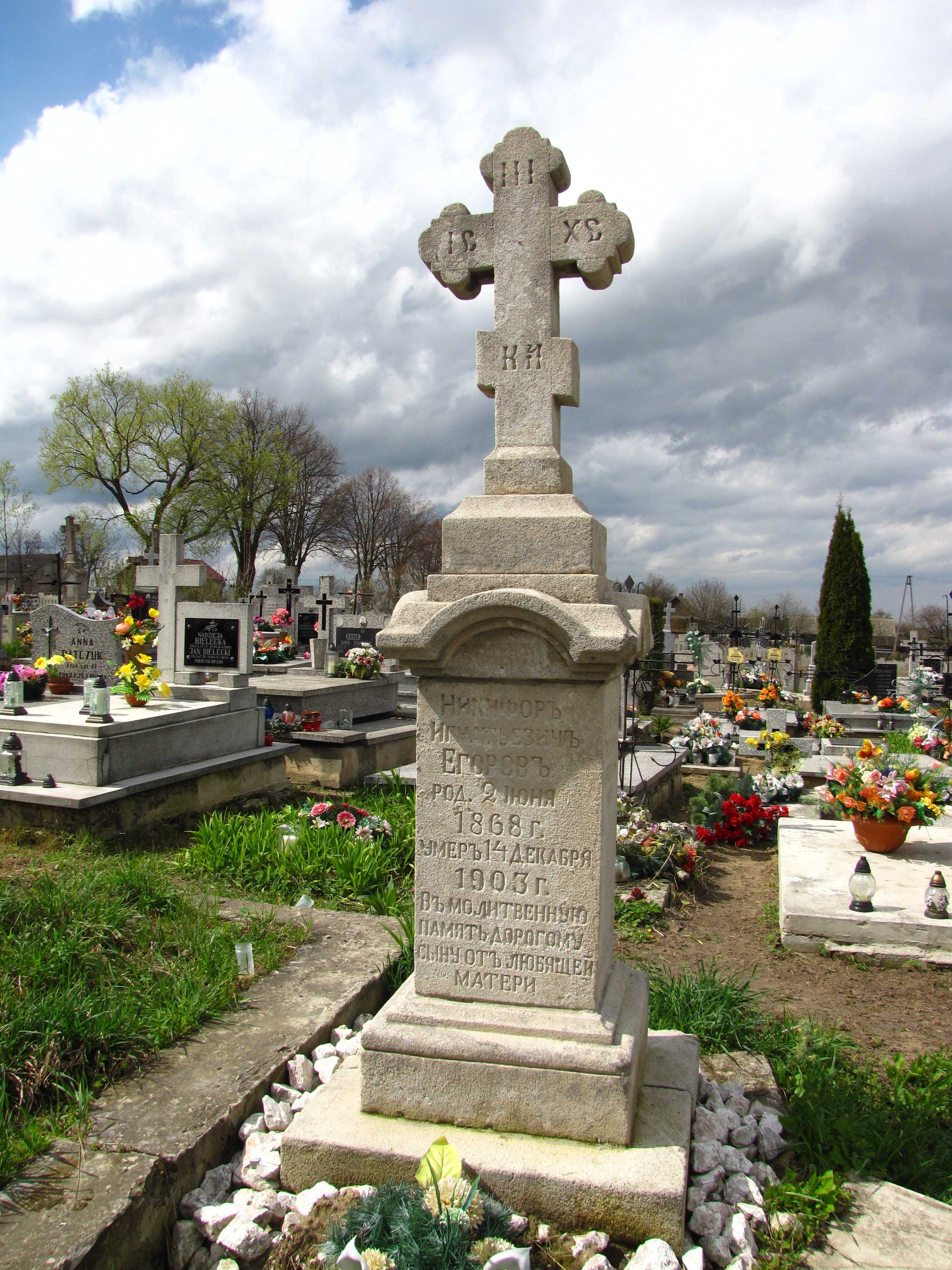
Православний цвинтар в с. Воля Красничинська, 2012 р.
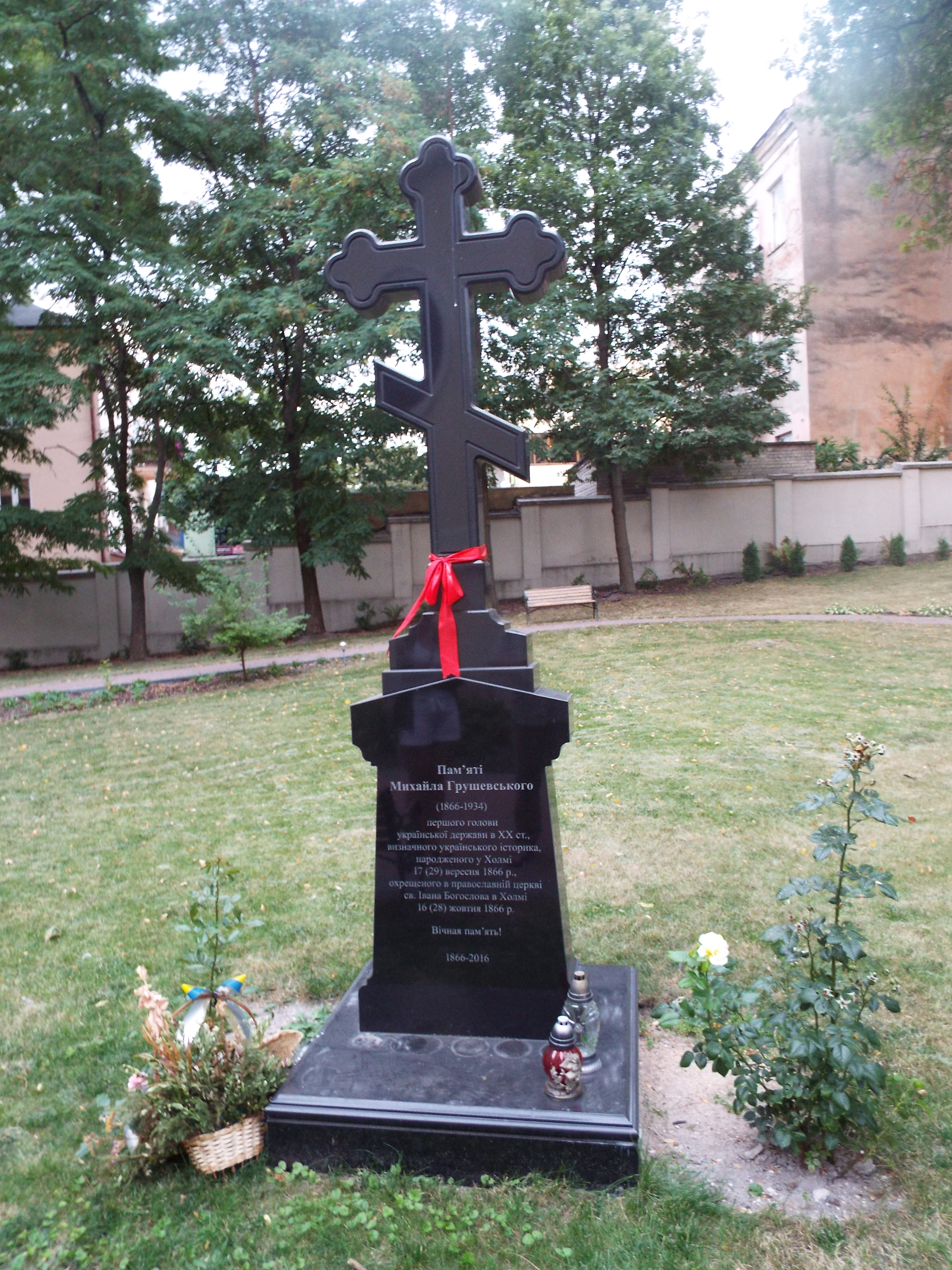
Хрест встановлений на подвір'ї церкви Іоанна Богослова в Холмі на честь 150-ї річниці народження Михайла Грушевського, 2017 р.